# Мещерский, Никифор Фёдорович
Князь Никифор Фёдорович Мещерский (ум. 1655, Сургут) — дворянин московский, воевода из рода Мещерских. Внук князя Юрия Михайловича.

## Биография
Сын помещика Каширского уезда князя Федора Юрьевича Мещерского, убитого в 1607 году в Туле по приказу царевича Петра. В своей челобитной он пишет: 
…отца, государь, моево убил вор Петрушка на Туле молода, замучил плетьми до смерти, а тело медведьми стровил.
После смерти отца «взят к Государю в житье». Жилец (1607-1626). 

Во время похода королевича Владислава на Москву (1618) участвовал в сражениях с поляками под Можайском, отступлении к Москве и Московском осадном сидении. Упомянут в Осадном списке 1618 года.

Дворянин московский (8 июня 1626). В 1632 году поступил в распоряжение Приказа Казанского дворца и послан воеводой в Царицын. Воевода в Царицыне (1632—1634)

Назначен вторым воеводой большого полка «на берегу» при князе Иване Никитиче Хованском (апрель 1635). Пытался местничать с воеводами князем Петром Пожарским и князем Дмитрием Львовым, но «вышед от Государя, думный дьяк Иван Гавренев сказал князь Никифору Мещерскому, что он бьет челом не делом». В большом полку на Туле (23 апреля—27 ноября 1635).
Воевода в Можайске (28 апреля 1637—16 июля 1639). Воевода в Верхотурье (8 апреля 1641—осень 1643). По прибытии в Верхотурье вместе с подьячим Семеном Звягиным осматривал Верхотурский острог. Писал в Москву: 
И Верхотурский острог поставлен тыном, а тарасов и обламов и никаких крепостей нет; и тот острог весь погнил и во многих местах повалился, а которые прясла и стоят, и те с обеих сторон на подпорах…
 Составил план реконструкции острога. При нем в ноябре 1641 был привезен в Верхотурье в ссылку князь Матвей Великопермский.
Пристав у польского посла Гавриила Стемпковского (26 января—9 августа 1645). С ним Никита Васильевич Кафтырев и дьяк Федор Степанов. Кафтырев пытался местничать, но ему было отказано: «И за безчестье князя Никифора Мещерскаго указал Государь Никиту Кафтырева бить батоги в разряде и в тюрьму посадить»

В 1646 году переписывал Путивльский и Рыльский уезды и город Севск.

Пристав у польского посла Адама Киселя (11—30 августа 1647). С ним Федор Михайлович Мякинин и дьяк Федор Степанов. Пристав у польского посла Казимира Паца (5 октября—30 ноября 1647). С ним дьяк Федор Степанов.

Воевода в Брянске (весна 1648—осень 1649). В связи с началом восстания Хмельницкого на Украине подготовил крепость к возможным военным действиям — провел учет запасов, проверил состояние гарнизона и выдал жалование брянским дворянам.
21 марта 1650 года с князем Иваном Никитичем Хованском послан на усмирение Новгородского восстания. После переговоров с восставшими и вступления войска в город (13 апреля) участвовал в расследовании причин восстания и приведения новгородцев к присяге (19 мая). По умиротворении Новгорода войско князя Хованского было отправлено на подавление Псковского восстания. Князь Мещерский со своим полком стоял в Любятинском монастыре, участвовал в сражениях с восставшими и блокаде города. После окончания восстания был вместе с князем Хованским принят царем (1 октября 1650): 
…у стола же пожаловал Государь, велел быть боярина князя Ивана Никитича Хованского товарищу, что с ним был подо Псковым, князь Никифору княж Федорову сыну Мещерскому… А после стола жаловал… князю Никифору княж Федорову сыну Мещерскому шуба атлас золотной, да кубок, да к прежнему его окладу придачи… 
Пристав у польского посла Станислава Витовского (9 апреля—22 июня 1651). С ним дьяк Василий Михайлов.

Воевода в Сургуте (1652—1655). Умер на воеводстве в Сургуте.

### Земельные владения
В Каширском уезде Растовском стане владел поместьем в селе Руново, сельце Любилово, пустошах Гнилуше и Антимоновой. В 1618 году за Московское осадное сидение 100 четвертей из этого поместья были пожалованы ему в вотчину.

К 1632 году получил также поместье в Галичском уезде, в волости Федкова слободка, — деревни Афанасово, Кошелево, Баранова.

В 1641 году выкупил у княгини Татьяны, вдовы князя Семена Приимкова Ростовского, вотчину своего родственника князя Ивана Юрьевича Боровитинова Мещерского в Коломенском уезде Большом Микулинском стане — сельца Жилово Большое и Жилово Малое с пустошами.

В сентябре 1647 года пожаловано ему поместье Никиты Остафьевича Пушкина и Василия Булаева в Московском уезде деревня Мелехова, пустошь Сокольникова, село Кутузово, пустоши Канищево, Люньево тож, Рубцова, селища Горелово, Филатово, Феднево, Борисово тож.

## Семья
Его мать была при нем во время воеводства в Верхотурье и умерла там в 1642 году.

Сыновья:
- Никита — Стряпчий с платьем (1 октября 1639). Был с отцом в Верхотурье (1641—1643). Стольник (1651), умер в 1652 году.
- Григорий — Жилец (21 ноября 1645), стряпчий (6 июня 1647). Стольник, был с отцом в Брянске (1648) и в Сибири (1652-53). Умер в 1658/59 году.
- Борис — Убит в битве при Губарях (сентябрь 1660)

Дочери:
- Мария, замужем (с 1641 года) за князем Михаилом Ивановичем Львовым.[24]
- Аграфена, замужем за князем Давыдом Ивановичем Волконским.
- Анна, замужем за Василием Шетневым.
- Акулина, замужем за князем Александром Кекиным (?).[Комм 4]
- Василиса, замужем за Иваном Вердеревским.

## Комментарии
1. ↑  Приводимые в некоторых источниках сведения: «находясь воеводой в Новгороде, посажен в тюрьму (1614) за отказ присягнуть шведскому королю, несмотря на угрозы шведского графа Делагарди», относятся к его старшему тезке, князю Никифору Яковлевичу Мещерскому.
2. ↑  Дата окончания воеводства не имеет документального подтверждения и требует верификации.
3. ↑  Все умерли молодыми и потомства не оставили.
4. ↑  В фамилии мужа переписчиком, вероятно, допущена ошибка.